# Odacy Amorim de Souza
Odacy Amorim de Souza (Petrolina, 13 de dezembro de 1971) é um político brasileiro.
Ainda muito jovem, começou a se envolver com a Associação de Desenvolvimento Comunitário de Rajada, local de sua moradia. Pela sua desenvoltura no cargo que lhe foi confiado promoveu melhorias na qualidade de vida da sua comunidade. Por isso, foi convocado por amigos e correligionários a disputar uma vaga no poder legislativo municipal, sendo eleito pelo PSB no pleito de 1992, fato que mereceu destaque por ter sido o mais jovem vereador da história de Petrolina.
Reelegeu-se nos dois pleitos seguintes 1996 e 2000. Em meados deste último mandato, assumiu a Secretaria Municipal de Agricultura na gestão do então prefeito Fernando Bezerra Coelho. Foi também presidente da Comissão de Defesa Civil do município de Petrolina, onde teve destacada atuação durante as cheias de 2004.
Nesse mesmo ano, mesmo com a vaga na Câmara de Vereadores praticamente assegurada, aceitou o desafio de ser candidato a vice-prefeito na chapa encabeçada por Fernando Bezerra Coelho, que no início daquela corrida eleitoral estava em terceiro lugar nas intenções de voto. A união de forças com Odacy contribuiu diretamente para a consolidação da vitória. Em 29/12/2006 assumiu o comando da Prefeitura Municipal, em virtude da renúncia do então prefeito Fernando Bezerra Coelho que assumiu a Secretaria de Desenvolvimento Econômico de Pernambuco. Teve um mandato curto, de apenas 2 anos, mas conseguiu dar continuidade às ações implantadas e viabilizar a implementação de outras, a exemplo de pavimentação asfáltica, construção de moradias populares, construção, ampliação e reforma de escolas, implantação da primeira escola de ensino integral do interior do Estado, saneamento básico, instalação do sistema de vigilância eletrônica, locação de viaturas novas (carros e motos) para a Polícia Militar, contratação de presidiários em regime semiaberto para cuidar da limpeza da cidade, inauguração do Hospital de Urgências e Traumas - HUT, remodelação da administração do Hospital Dom Malan (HDM) através do IMIP, entre tantas outras ações relevantes para a comunidade petrolinense.
Pela sua atuação à frente da Prefeitura Municipal de Petrolina, recebeu condecorações e prêmios relevantes para a sua biografia política, a exemplo do "Prefeito de Expressão 2008" concedido pela Amupe e o Diário de Pernambuco; "Inovação em Gestão Educacional" do Ministério da Educação, pelo desenvolvimento de experiências inovadoras na área educacional; "Diploma de Destaque Nacional em Saneamento Ambiental", concedido pela Secretaria Nacional de Saneamento Ambiental e pelo Instituto Biosfera, pelas obras executadas com vistas a zerar a poluição do município no rio São Francisco. 
Após o mandato de prefeito, encerrado em 31/12/2008, Odacy Amorim foi nomeado assessor especial do governador Eduardo Campos, incumbido de cuidar das obras da Transposição do rio São Francisco e da Transnordestina.
Em março de 2010 deixou o cargo no governo estadual para se candidatar a uma vaga na Assembleia Legislativa de Pernambuco, sendo eleito com 43.104 votos, dos quais, 29.533 foram obtidos em Petrolina, fato que o fez majoritário no município e o único candidato eleito de Petrolina nesse pleito.
Reeleito para seu segundo mandato consecutivo, em 2014, com 61.772 votos.  
Em 2018, foi novamente candidato ao cargo de Deputado Federal, obtendo 40.050 votos (0.92% dos votos válidos), ficando com 1º suplente do Partido dos Trabalhadores.
Em 2019, é nomeado presidente do IPA (Instituto Agrônomo de Pernambuco), pelo governador de Pernambuco, Paulo Câmara (PSB) e em junho de 2020 se desligou do cargo para concorrer como candidato à prefeitura de Petrolina.
Nas eleições municipais de 2020, atípica levando em conta que a pandemia inviabilizou as campanhas de rua, foi candidato a Prefeito de Petrolina pelo PT, seguindo uma estratégia do partido que queria garantir o maior número de candidatos possíveis nas principais cidades brasileiras. Na disputa, Amorim conseguiu 15.345 votos (9,64% dos votos válidos), ficando em terceiro lugar na disputa. Nesta eleição, o candidato Miguel Coelho (MDB), foi reeleito. O segundo colocado foi Júlio Lóssio Filho (PSD), que obteve apenas 222 votos a mais do que Odacy Amorim.
Nas eleições de 2022, foi candidato a deputado estadual pelo PT. Obteve menos de 25 mil votos e não conseguiu ser eleito, mas ficou como primeiro suplente.
Odacy Amorim faz parte da tradicional família Coelho Rodrigues de Paulistana, estado do Piauí, com raízes genealógicas na Freguesia de Paço de Sousa, no Distrito do Porto, em Portugal, visto que é hexaneto de Domiciana Vieira de Carvalho e Valério Coelho Rodrigues.

## Ligação externa
- Perfil no site da ALEPE